# In Cold Blood (musikalbum)
In Cold Blood är det amerikanska death metal-bandet Malevolent Creations femte studioalbum, som gavs ut den 22 januari 1997 av Pavement Music.
Albumet spelades in i Morrisound Studios, Tampa, Florida. Phil Fasciana komponerade all musik, utom låtarna "Prophecy", "Violated" och "Millions" som Jason Hagan komponerat, "Narcotic Genocide" och "VII" som Jason Blachowicz komponerat och "Condemned" som Fasciana komponerade ihop med Jon Rubin. Jason Hagan och Jon Rubin hann att bli ombytta innan albumet blev färdigställt. Låttexterna är skrivna av Jason Blachowicz.

## Låtförteckning
1. "Nocturnal Overlord" – 2:26
2. "Prophecy" – 2:19
3. "Compulsive" – 3:10
4. "Narcotic Genocide" – 3:01
5. "Violated" – 2:15
6. "Leech" – 2:57
7. "In Cold Blood" – 5:34
8. "Vision of Malace" – 3:42
9. "VII" – 2:44
10. "Preyed Upon" – 5:01
11. "Millions" – 2:26
12. "Condemned" – 4:00
13. "Seizure" – 2:28

- Text: Jason Blahowicz
- Musik: Phil Fasciana (spår 1, 3, 6–8, 12), Jason Hagan (spår 2, 5, 11), Jason Blachowicz (spår 4, 9), Jon Rubin (spår 12)

## Medverkande
Musiker (Malevolent Creation-medlemmar)
- Jason Blahowicz – basgitarr, sång
- Phil Fasciana - gitarr
- John Paul Soars – gitarr
- Derik Roddy – trummor

Andra medverkande
- Scott Burns – producent, ljudtekniker
- Steve Heritage – assisterande ljudtekniker
- Jason Hagan – låtskrivare
- Jon Rubin – låtskrivare